# Jeroen van Veen
Jeroen van Veen, född 26 oktober 1974, är en musiker från Nederländerna som spelar bas i metalbandet Within Temptation där han har varit verksam allt sedan gruppens start 1996.